# Gerd Deutschmann (football)
Pour les articles homonymes, voir Deutschmann et Gerd Deutschmann.
Gerd Deutschmann est un footballeur allemand, né le 30 novembre 1949.

## Biographie
Défenseur ou milieu de terrain, Gerd Deutschmann évolue dans le club allemand du SpVgg Erkenschwick, lorsque ce dernier est pensionnaire du Championnat d'Allemagne de D2. De 1974 à 1976, Deutschmann fait 43 apparitions et marque un but.

## Carrière
- 1974-1976 :  SpVgg Erkenschwick[1],[2]